# إدوارد هيمبل
إدوارد هيمبل (بالألمانية: Eduard Hempel)‏ هو محامي ودبلوماسي ألماني، ولد في 6 يونيو 1887 في بيرنا في ألمانيا، وتوفي في 12 نوفمبر 1972 في Breisgau ‏ في ألمانيا.